# Clássico da Ribeirinha
O Clássico da Ribeirinha é uma rivalidade existente entre os times do América Futebol Clube e o Esporte Clube Propriá que tem como localização a cidade de Propriá. 
Tem seu nome devido ao fato da cidade de Propriá estar localizada às margens do Rio São Francisco, na divisa norte do estado de Sergipe.

## Confrontos
Não se tem dados concretos dos jogos realizados de 1942 a 1970.

## Títulos

### Quadro comparativo
Atualizado até 2017.
| Competição                    | América FC | EC Propriá |
| ----------------------------- | ---------- | ---------- |
| Campeonato Sergipano          | 2          | 0          |
| Campeonato Sergipano Série A2 | 2          | 2          |
| Copa Governador               | 0          | 0          |
| Torneio Ínicio                | 1          | 0          |
| Total                         | 5          | 2          |